# کابوکیچو

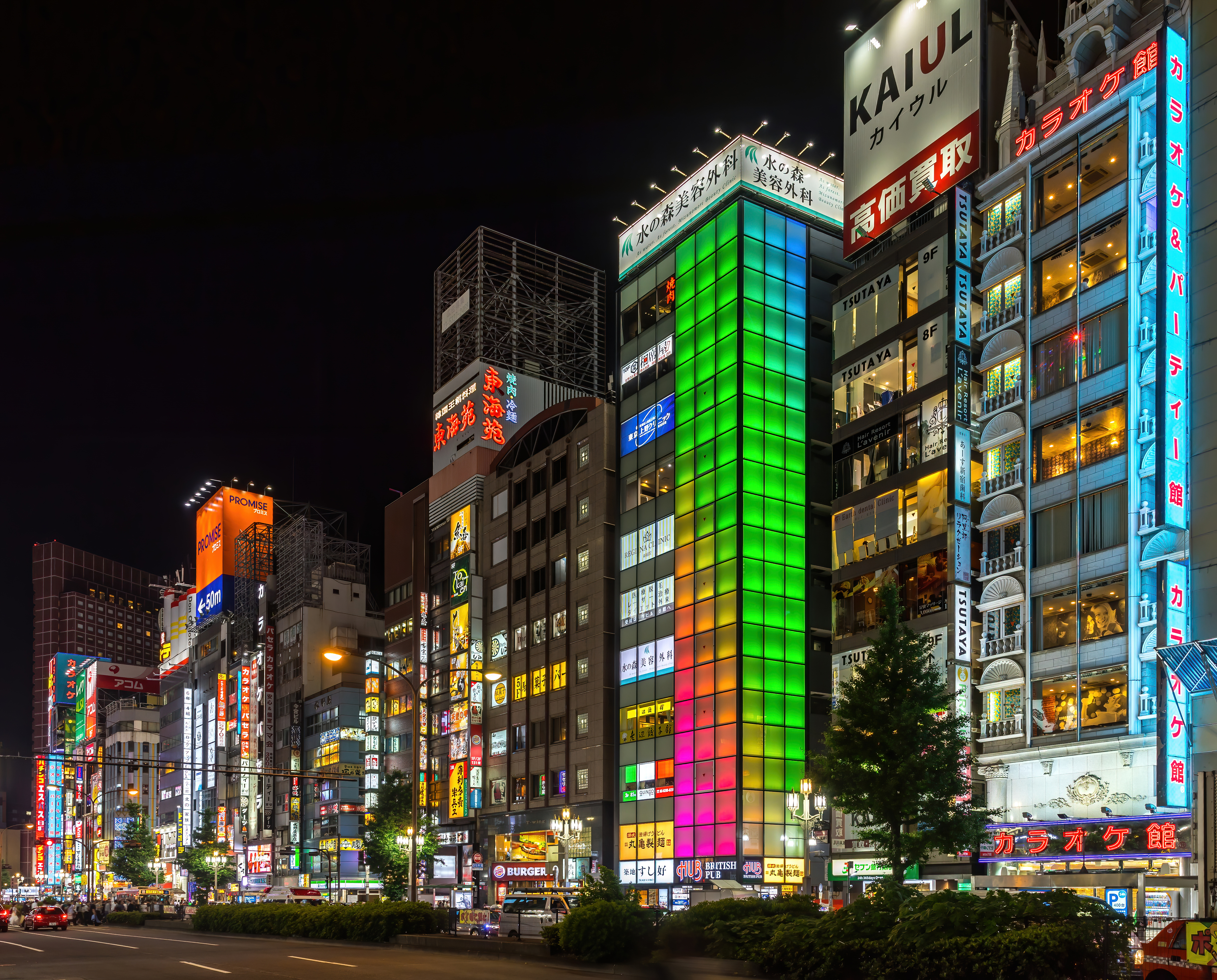
کابوکیچو در شب

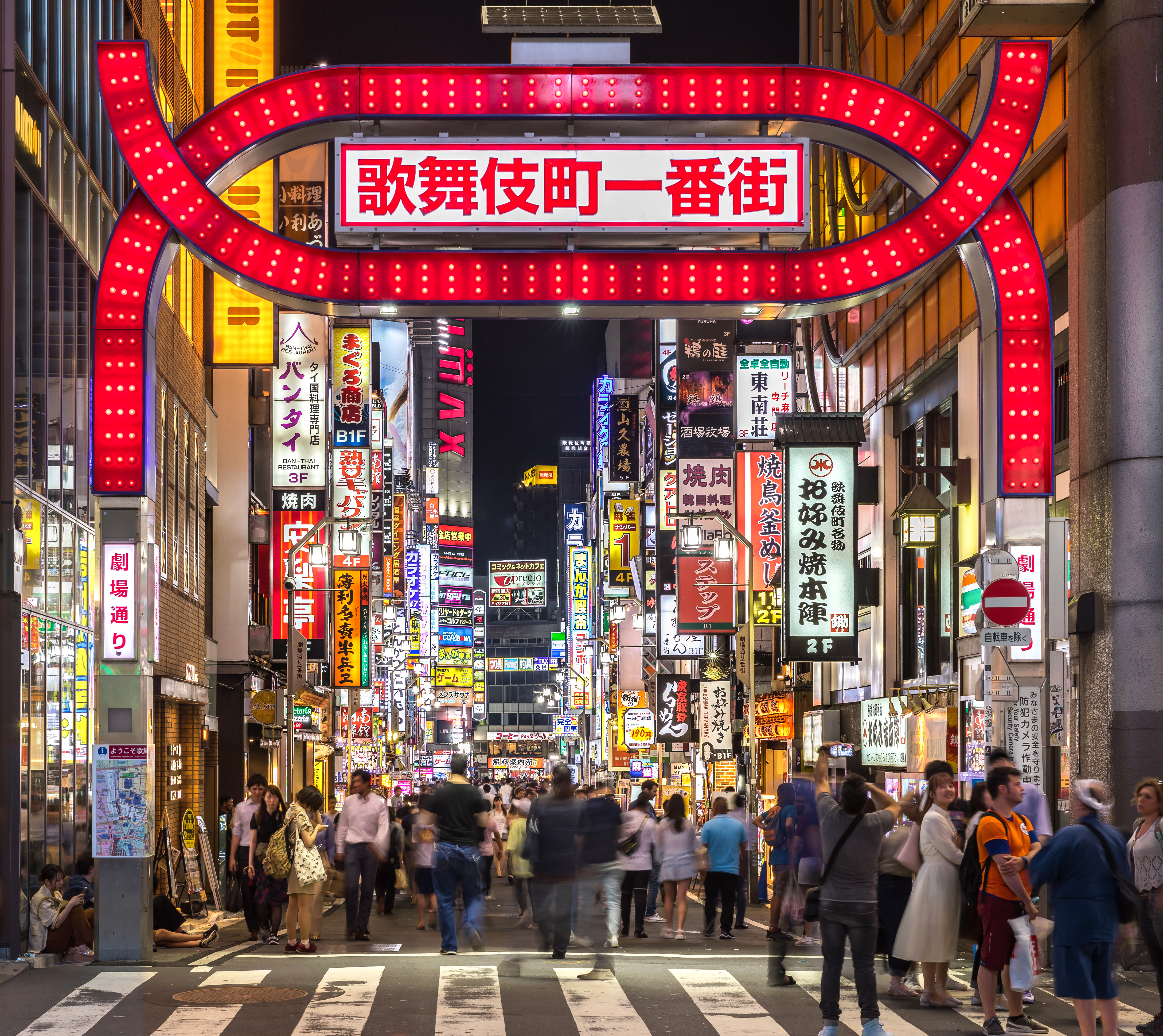
کابوکیچو در شب

کابوکیچو (به ژاپنی: 歌舞伎町 Kabukicho) یک منطقه سرخ است که در شینجوکو توکیو قرار دارد. بسیاری از کلوپ‌های شبانه، هتل‌های عشق و مراکز ماساژ و کافه‌های همنشینی ژاپن در این منطقه از توکیو واقع است. دسترسی به این منطقه از طریق شرکت راه‌آهن سیبو، خط سیبو شینجوکو، ایستگاه سیبو شینجوکو ،متروی توئی، خط اوادو، ایستگاه هیگاشی شینجوکو، متروی توکیو، خط فوکوتوشین، ایستگاه هیگاشی شینجوکو امکان‌پذیر است.
این محله تا پیش از نام‌گذاری به کابوکیچو در دوره میجی تسواوهازو خوانده می‌شد. تسواوهازو یک محل پرورش اردک بود. در سال ۱۸۹۳ کارخانه تصفیه فاضلاب یودوباشی در این منطقه مستقر شد. از سال ۱۹۲۰ تسواوهازو تبدیل به یک منطقه شهری شد و پس از جنگ جهانی دوم کابوکیجو نامیده شد.
محله کابوکیجو یک از محافل نفوذ گروه یاکوزا در ژاپن است به طوریکه سخنگوی شهر توکیو اظهار داشته‌است بیش از هزار نفر از اعضای یاکوزا در این منطقه فعالیت دارند. این منطقه به شدت توسط دوربین‌های مدار بسته کنترل می‌شود.

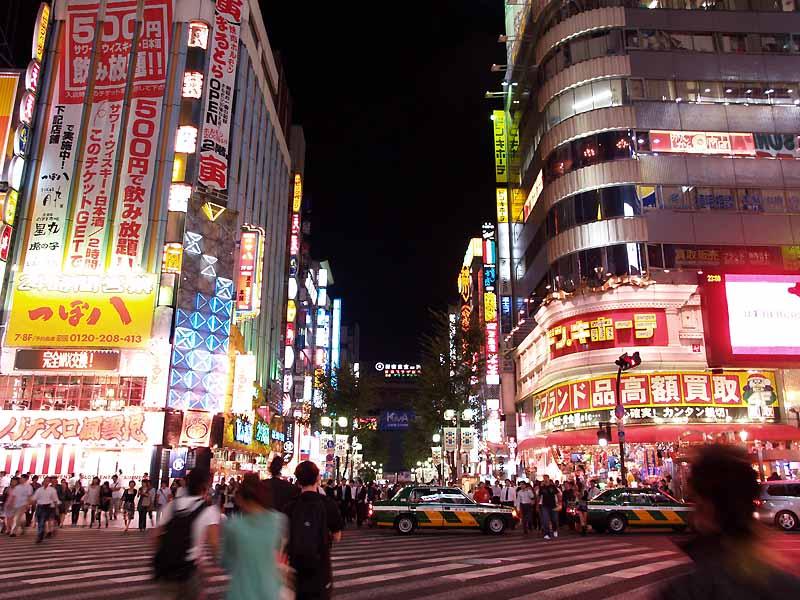
خیابان اصلی کابوکیچو
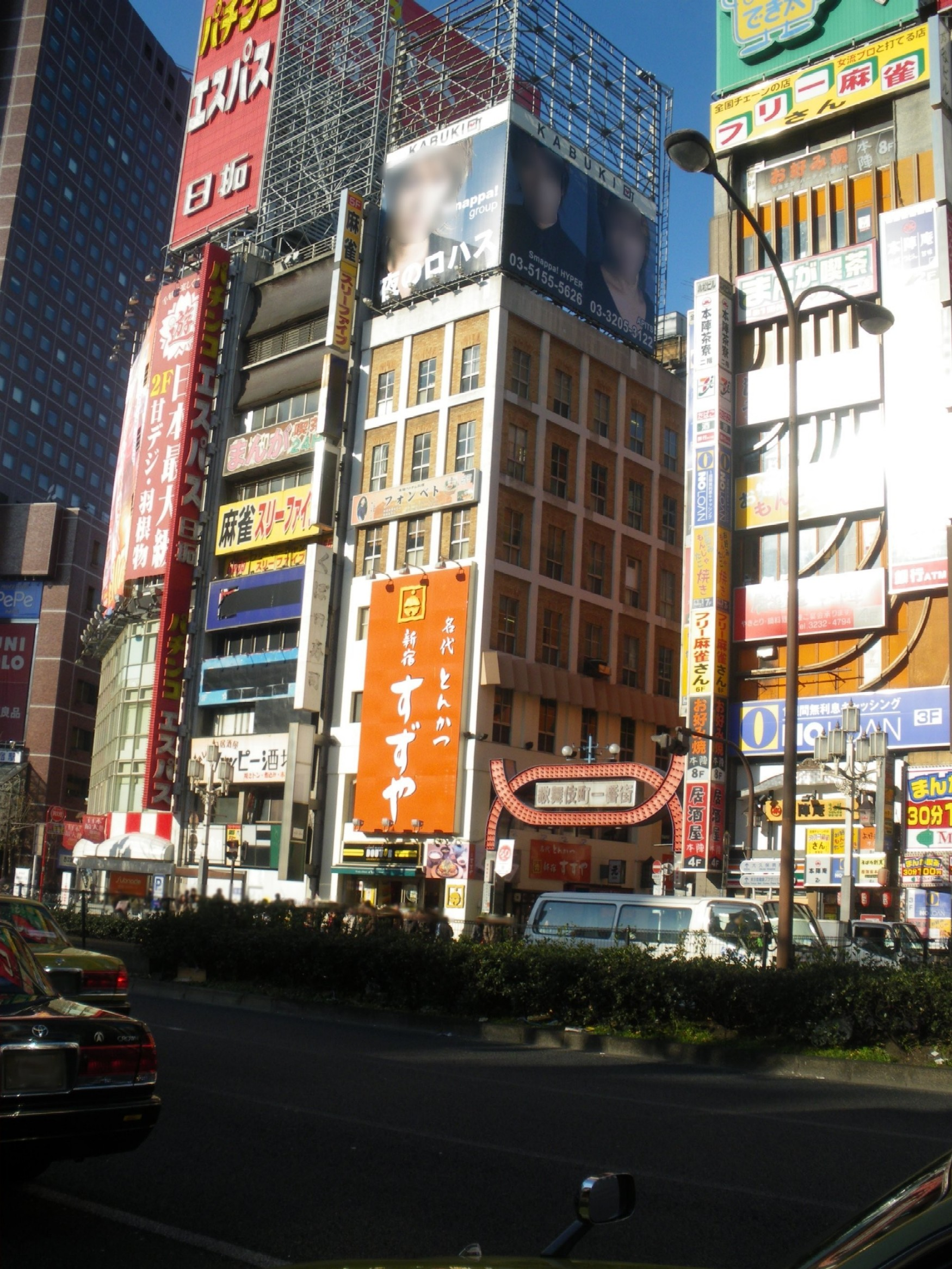
کابوکیچو